# Araneus kapiolaniae
Araneus kapiolaniae este o specie de păianjeni din genul Araneus, familia Araneidae, descrisă de Simon, 1900. Conform Catalogue of Life specia Araneus kapiolaniae nu are subspecii cunoscute.